# Studio 60 on the Sunset Strip
Studio 60 on the Sunset Strip ist eine US-amerikanische Fernsehserie. Mit Hauptdarsteller Matthew Perry, der in der Fernsehserie Friends berühmt wurde, startete die Sendung 2006 mit hohen Erwartungen. Aufgrund stetig sinkender Zuschauerzahlen wurde die Serie im Februar 2007 eingefroren. Da jedoch ein Vertrag mit TV3 aus Irland über die volle erste Staffel erfüllt werden musste, wurde im Frühsommer 2007 die erste Staffel zu Ende geführt.
Im Fokus der Serie steht eine fiktive Live-Comedy-Show, die von Matt Albie und Danny Tripp produziert wird.

## Gaststars
- Felicity Huffman trat in der Pilotfolge der Serie als sie selbst auf.
- Sting trat in der 5. und 6. Episode als er selbst auf.
- Lauren Graham trat in der 5. und 6. Episode als Studio 60 Host auf.
- Eli Wallach war ebenfalls in Episode 6 zu sehen.
- John Goodman spielte in Episode 7 und 8 einen Richter aus Nevada.
- Corinne Bailey Rae spielte zwei Songs in der 10. Episode.
- Kevin Eubanks war als er selbst in Episode 11 zu sehen.
- Natalie Cole hatte einen musikalischen Auftritt in der Doppelfolge 13.+14. Episode.
- Allison Janney spielte in der 17. Episode sich selbst.
- Macy Gray spielte in Episode 17.
- Sheryl Crow war in der vorletzten Episode zu sehen.